# Accord de libre-échange entre le Japon et l'ASEAN
L'accord de libre-échange entre le Japon et l'ASEAN est un accord de libre-échange entre le Japon et l'ASEAN signé le 14 avril 2008 et entré en vigueur le 1er décembre 2008,. Son accord cadre a été signé le 8 octobre 2003,.
L'accord comprend tant une réduction des tarifs douaniers sur les biens mais aussi des dispositions sur les services, sur la protection des investissements, sur les mesures phytosanitaires, les barrières non tarifaires, etc. La baisse des tarifs douaniers concerne près de 90 % des produits. Une liste des produits moins concernés par ces baisses de droits de douane existe.